# Aeródromo de Yaviza
El aeródromo de Yaviza (IATA: PYV) es un aeródromo público panameño que sirve al pueblo de Yaviza en la provincia de Darién. El aeródromo está localizado al sureste del pueblo al otro lado del río Chucunaque, y está rodeado por la espesa selva de la región.
Yaviza es el fin de la Carretera Panamericana y el inicio del Tapón del Darién que separa Panamá (Centroamérica) de Colombia (Sudamérica).

## Información técnica
El aeródromo tiene una pista de aterrizaje de césped que mide 600 metros en longitud. Los despegues y aproximaciones desde el norte cruzan el agua del río Chucunaque. Al sur de la pista de aterrizaje hay un pequeño estanque.
El VOR de La Palma (Ident: PML) está localizado a 57 kilómetros al noroeste del aeródromo.